# 올림픽 코모로 선수단
코모로는 1996년 올림픽에 처음 참가했으며 그 이후로 매년 하계 올림픽(올림피아드)에 선수단을 파견해 왔다. 이 나라는 동계 올림픽에 참가한 적이 없다.
2022년 기준 코모로 선수 중 올림픽 메달을 획득한 선수는 없다.
코모로 국가 올림픽 위원회는 1979년에 창설되었고 1993년에 국제 올림픽 위원회의 승인을 받았다.

## 대회별 메달 집계

### 하계 올림픽 메달 집계
| 경기                  | 선수          | 금 | 은 | 동 | 합계 | 순위 |
| 1996년 애틀랜타       | 4             | 0  | 0  | 0  | 0    | –    |
| 2000년 시드니         | 2             | 0  | 0  | 0  | 0    | –    |
| 2004년 아테네         | 3             | 0  | 0  | 0  | 0    | –    |
| 2008년 베이징         | 3             | 0  | 0  | 0  | 0    | –    |
| 2012년 런던           | 3             | 0  | 0  | 0  | 0    | –    |
| 2016년 리우데자네이루 | 4             | 0  | 0  | 0  | 0    | –    |
| 2020년 도쿄           | 3             | 0  | 0  | 0  | 0    | –    |
| 2024년 파리           | 미래의 이벤트 |    |    |    |      |      |
| 2028년 로스앤젤레스   | 미래의 이벤트 |    |    |    |      |      |
| 2032년 브리즈번       | 미래의 이벤트 |    |    |    |      |      |
| 합계                  | 합계          | 0  | 0  | 0  | 0    | –    |